# Hannes Swoboda
Hannes Swoboda (nascut a Bad Deutsch-Altenburg el 10 de novembre del 1946) és un polític socialdemòcrata austríac. Des del 1996 és membre del Parlament Europeu, on representa el Partit Socialdemòcrata d'Àustria. El 17 de gener del 2012 assumí el càrrec de President del grup de l'Aliança Progressista de Socialistes i Demòcrates.